# Urs-Peter Twellmann

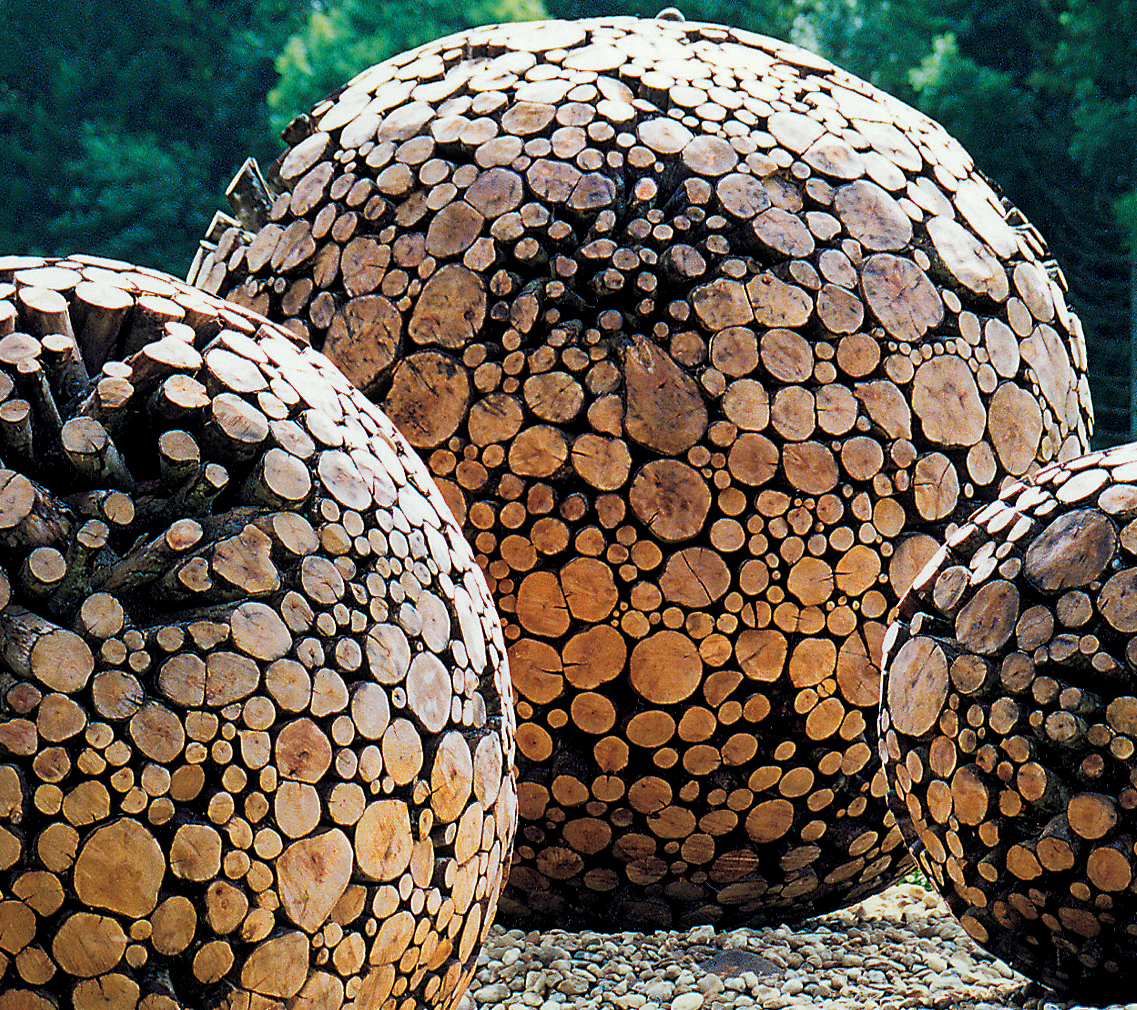
Erlen-Kugeln, 1996

Urs-Peter Twellmann (* 5. April 1959 in Langnau im Emmental) ist ein Schweizer Bildhauer, Zeichner und Landart-Künstler. Skulpturen, Objekte und Installationen mit Holz und bilden die Grundlage seines Werkes.

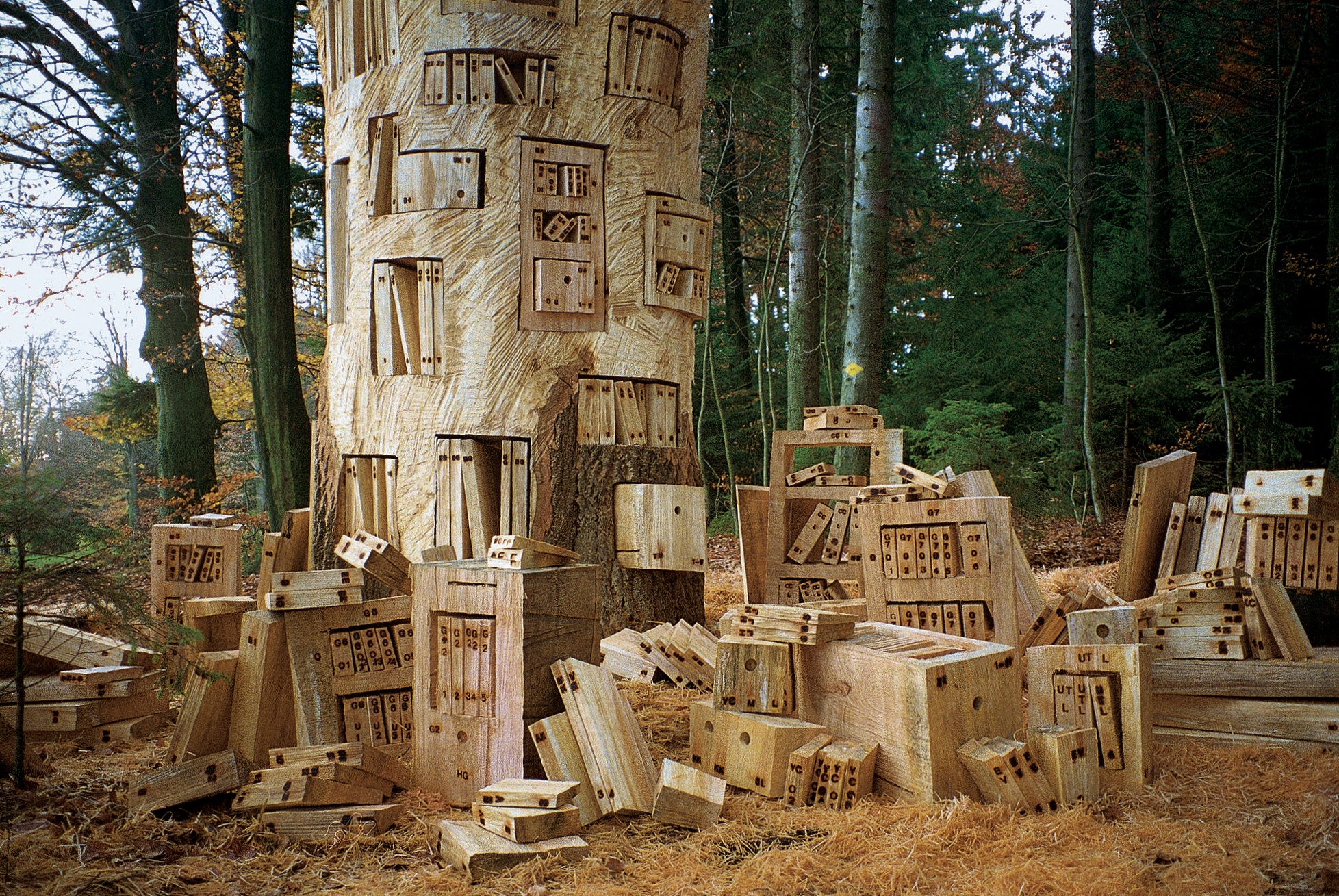
„Tatort Grauholz – Öffnung der Archive“ (Teil 6/7), 1998

## Leben und Werk
Twellmann begann seine künstlerische Ausbildung an der Schule für Gestaltung in Bern. Danach ging er nach New York, wo er an der Art Students League studierte und seine Ausbildung am Manhattan Graphic Centre abrundete. 
Hölzer in allen Erscheinungsformen bilden die Ausgangslage für seine Objekte, Installationen und Interventionen. Die intensive Auseinandersetzung mit dem Material, das geduldige Erforschen seiner Eigenschaften und Möglichkeiten sowie das Ausloten des Spannungsfeldes zwischen Chaos und Ordnung stehen im Zentrum des kreativen Prozesses. Neben Kleinplastiken und Aussenskulpturen entstehen weltweit grosszügige Installationen, in denen der Künstler Landschaften und Jahreszeiten in den Schaffensprozess integriert.

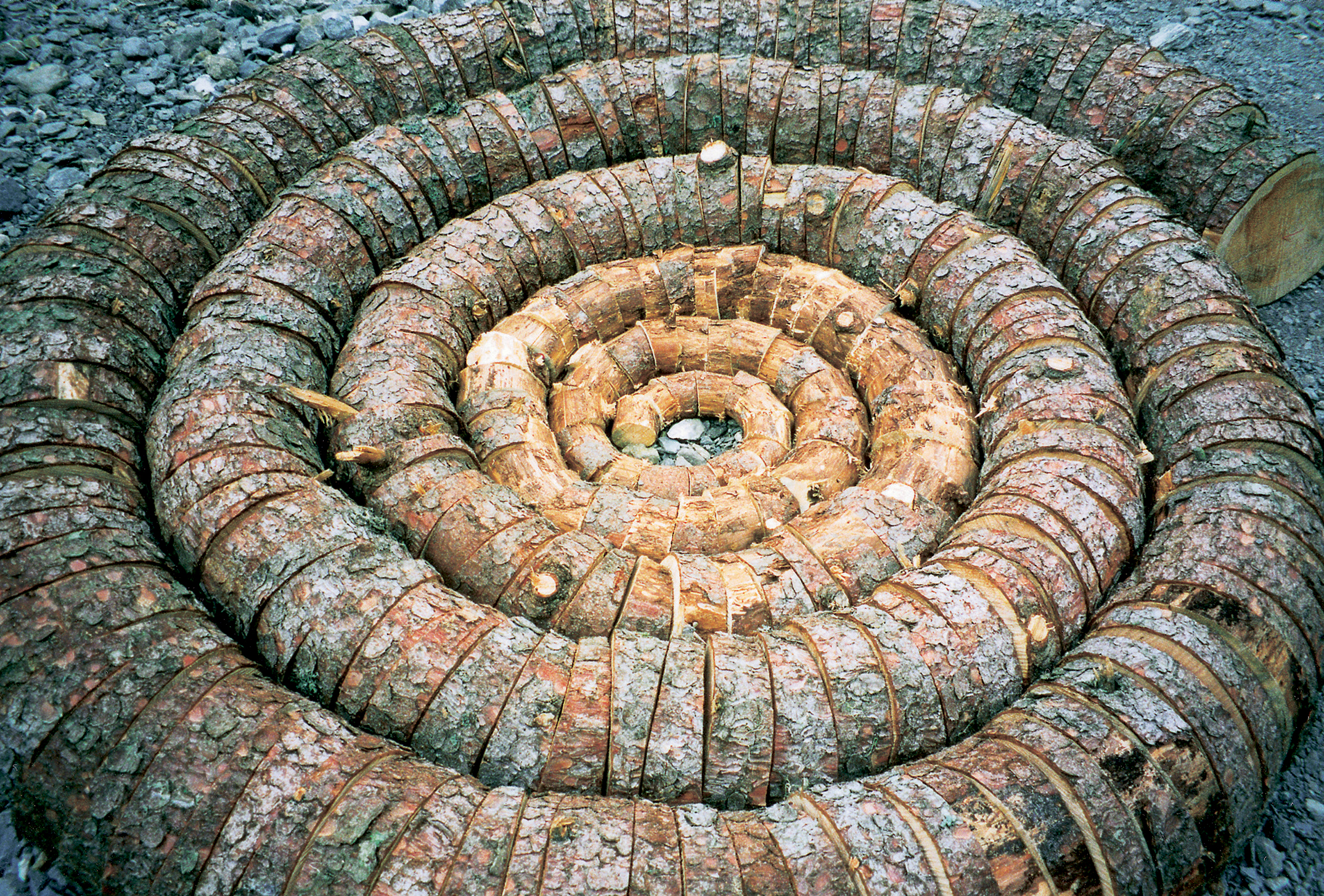
Fichte 280-teilig, 1998

Twellmann lebt in Schlosswil bei Bern.

## Stipendien und Werkbeiträge: (Auswahl)

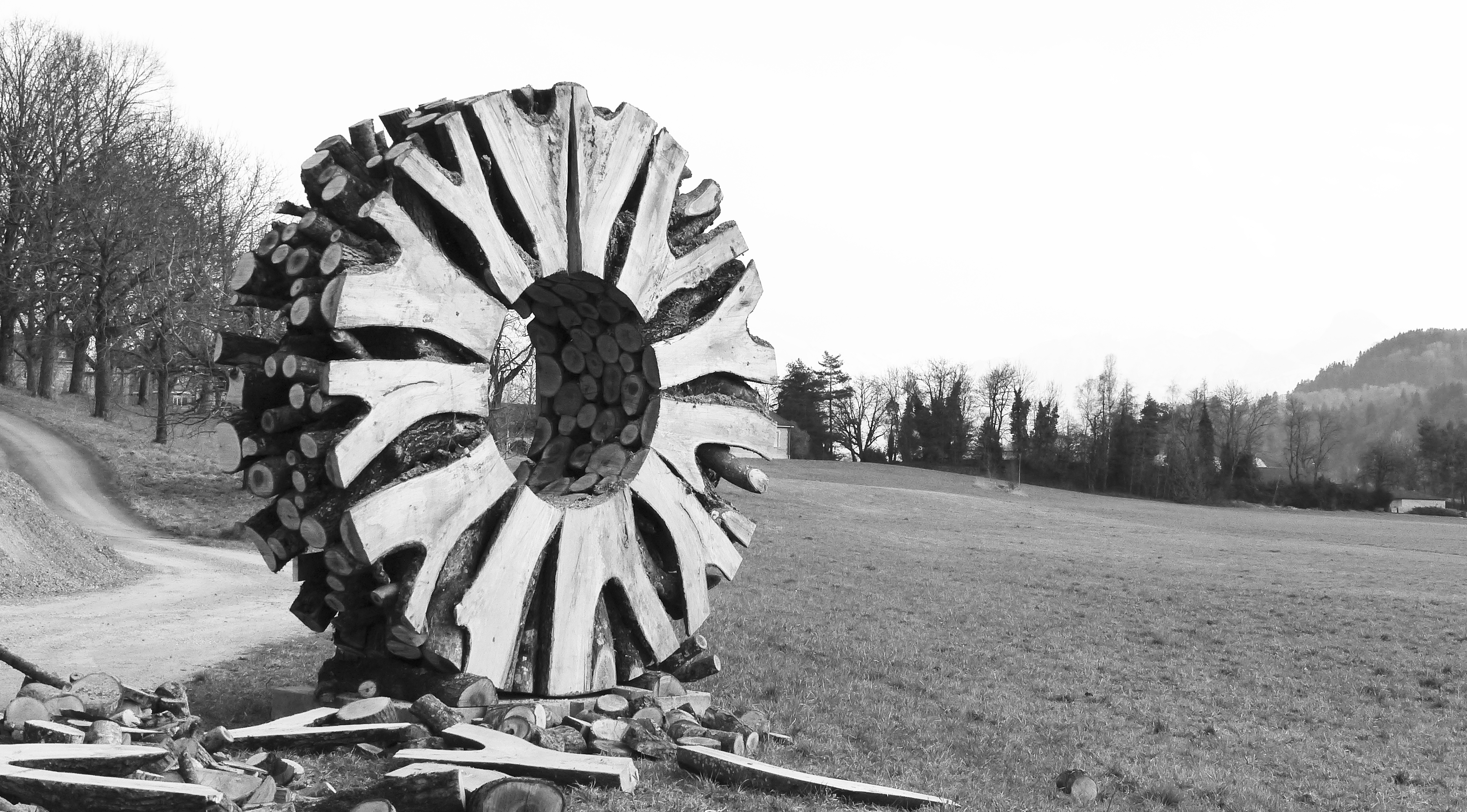
Ypsilon-Ring, 2015

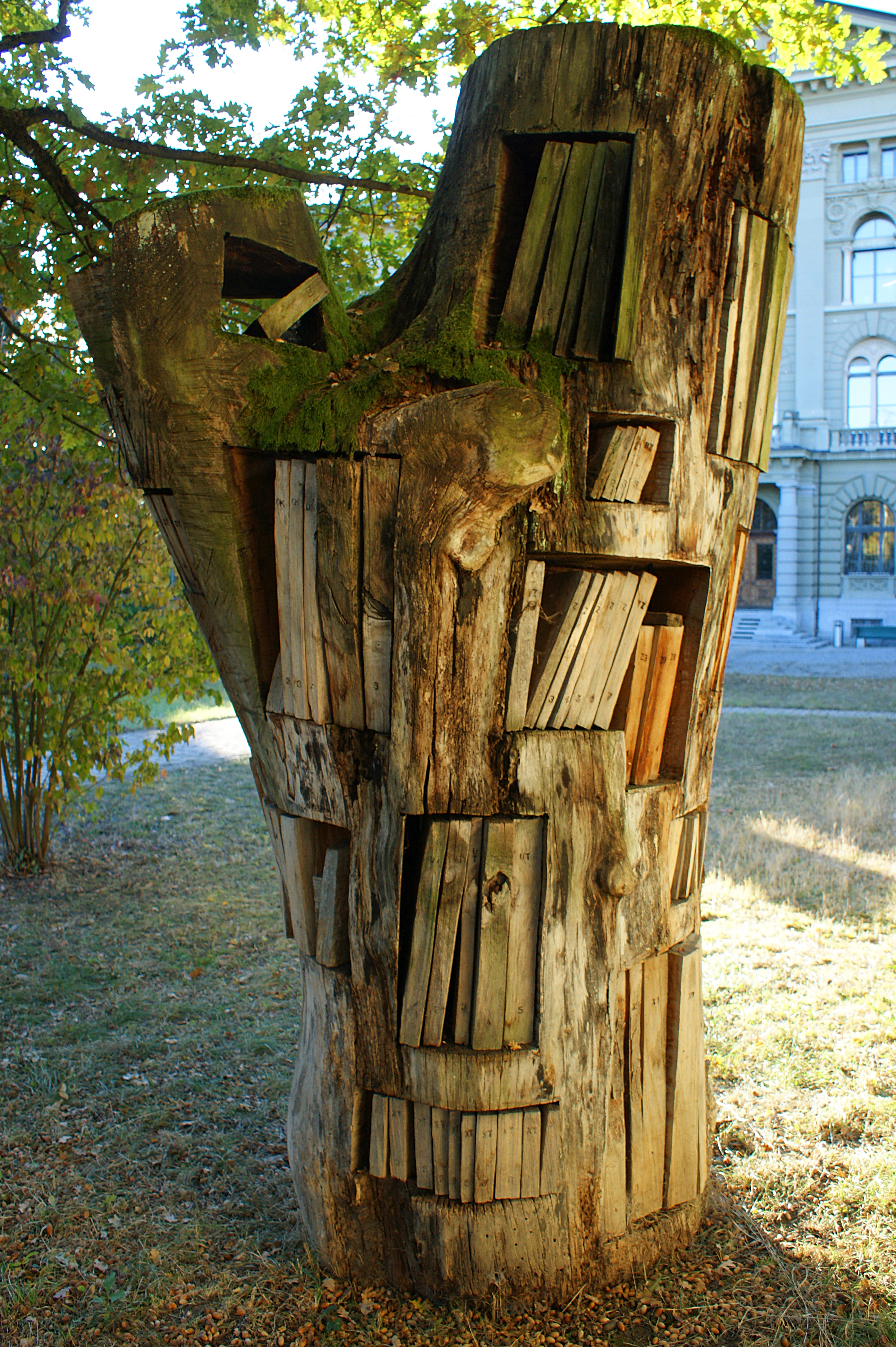
Twellmanns Holzskulptur Öffnung der Archive vor dem Schweizerischen Bundesarchiv, Marzillipappel, 1997/98

- Kanton Bern (1985 / 1990 / 1994)
- Stadt Burgdorf (1985)
- Schweiz. Bund für Naturschutz (1985)

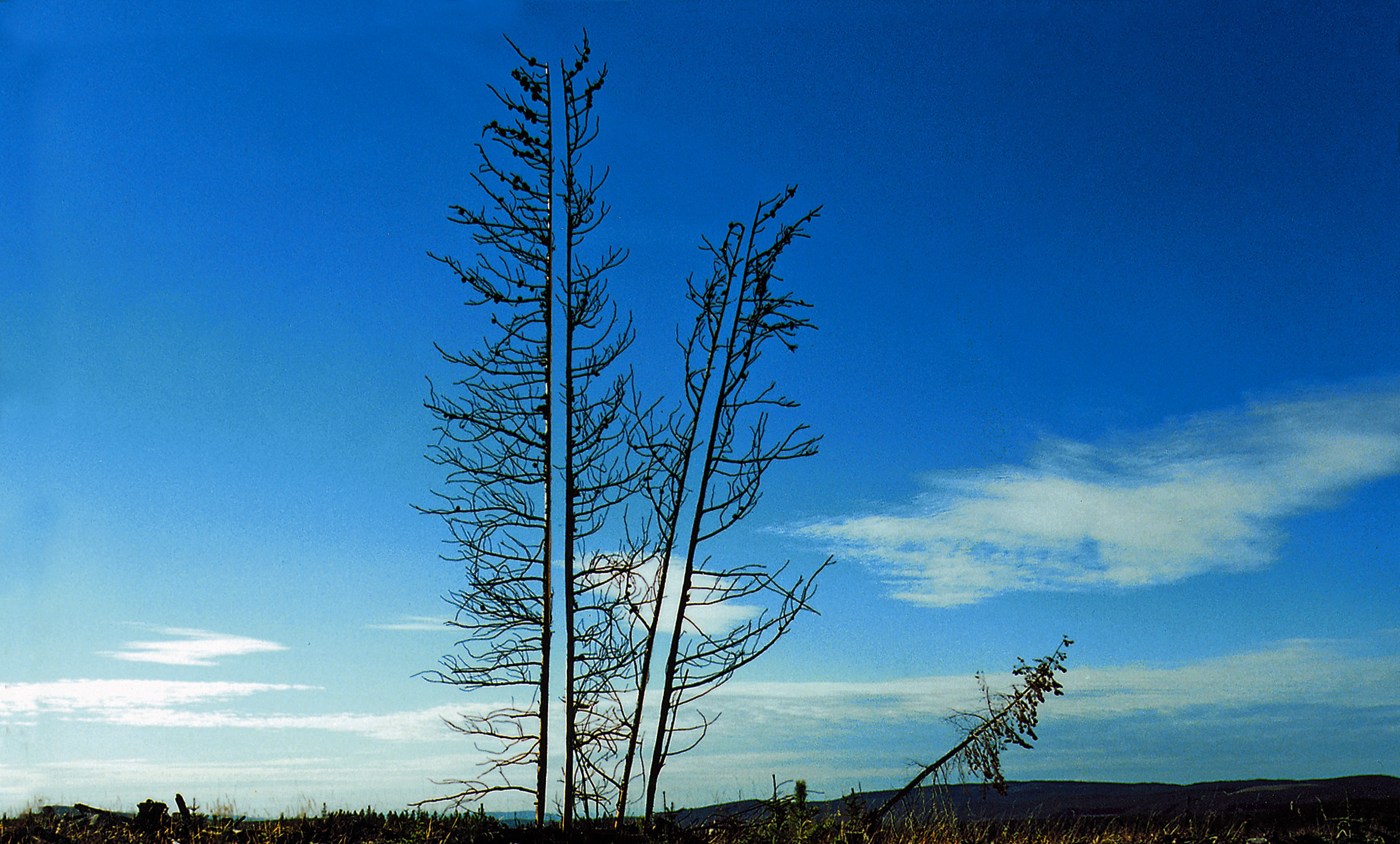
Opened Logpole-Pines, 2000

- Opened Logpole-Pines, 2000Anneau d'épicea, 2002Fichten-Kugel, 2006Ypsilon-Ring, 2015Twellmanns Holzskulptur Öffnung der Archive vor dem Schweizerischen Bundesarchiv, Marzillipappel, 1997/98Prix FEMS, Fondation E. & M. Sandoz (2001)

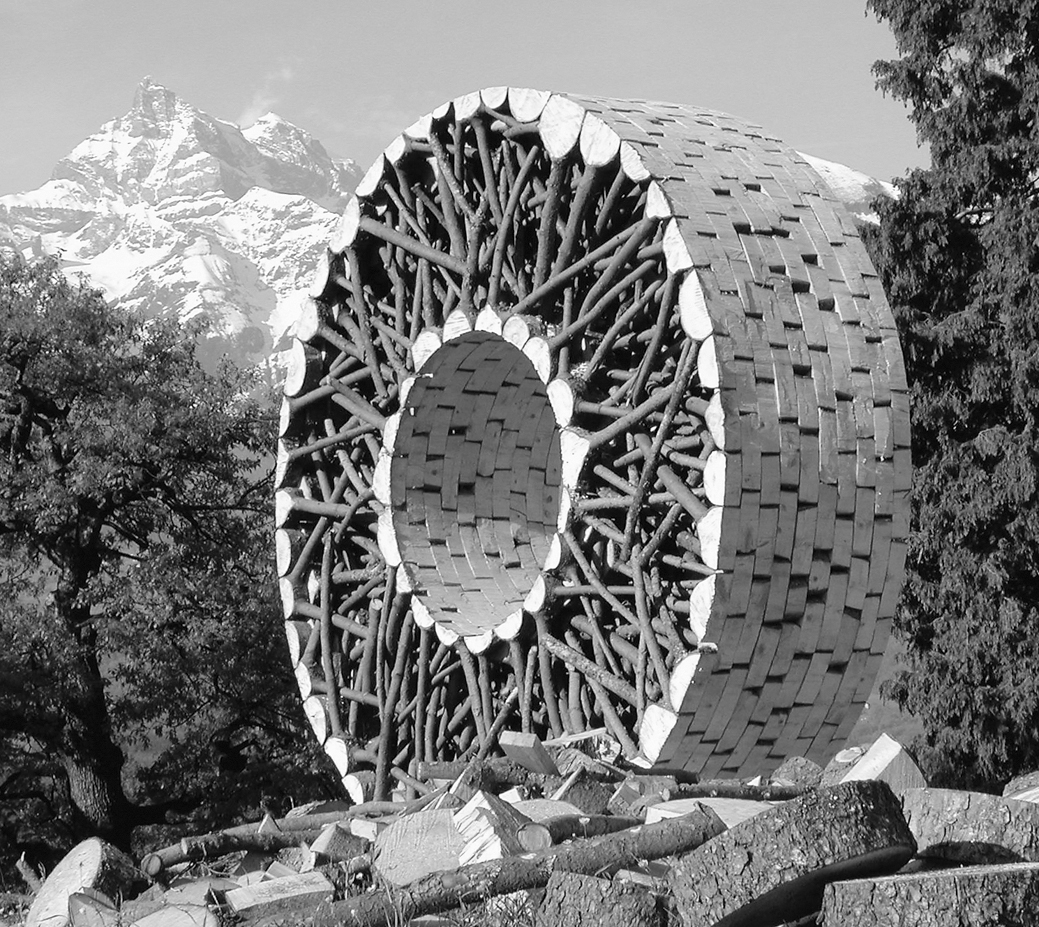
Anneau d'épicea, 2002

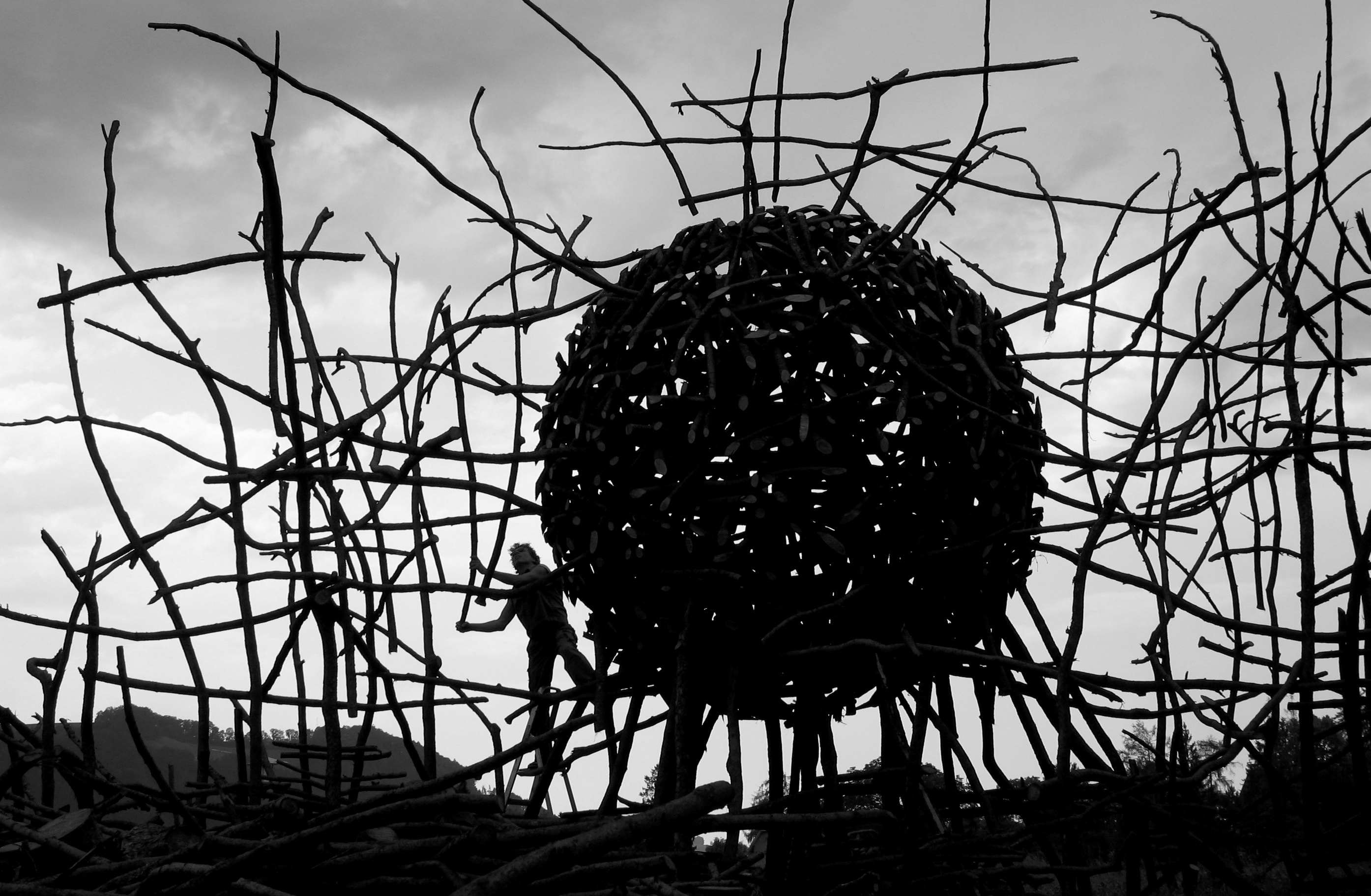
Fichten-Kugel, 2006

- Pro Helvetia (2002)

## Artist in Residence: (Auswahl)
- Kemmeriboden-Bad, CH-Schangnau (1990 und 1992)
- Kulturmühle, CH-Lützelflüh (1992/93)
- Skulpturenpark D-Katzow (1998)
- Wolfsberg, CH-Ermatingen, (1999)
- Monarch Sculpture Park, Tenino WA, USA (2000)
- Church Gallery, Perth, Australia (2001)
- Spier Art Trust, Capetown, Southafrica (2002)
- University of Wisconsin, Stevens Point, USA (2005)
- Plattform China, Dashanzi, Beijing, China (2006)
- Galleria 44, Genova, Italia (2009)

## Ausstellungen seit 1979 (Auswahl seit 2005)
- 2020  Môtiers 2020, Art en plein air, Môtiers (CH)
- 2020  Galerie am Marktplatz, Büren an der Aare (CH)
- 2019  100 Jahre Darmstädter Sezession, Darmstadt (D)
- 2019  Nord-Art, Kunst in der Carlshütte (D)
- 2019  Deniart, La Xara, (Espagna)
- 2018  Echigo Tsumari, Art Triennale 2018 (Japan) – (Katalog)
- 2018  Schloss Utzigen, (CH)
- 2018  Kunst am Schlossberg, Melchnau (CH) – (Katalog)
- 2018  Nord-Art, Kunst in der Carlshütte (Germany) – (Katalog)
- 2017  Bex & Arts, Triennale de sculpture contemporaine en plein air, Bex (CH) (Katalog)
- 2017  Galerie Pesko, Lenzerheide (CH)
- 2017  Flowers to ART, Kunsthaus Aarau (CH)
- 2017  Galerie Urs Reichlin, Zug (CH)
- 2017  Artur017, Widnau (CH) – Lustenau (Austria)
- 2017  FROM NATURE TO SCULPTURE, Villa Datris, Isle-sur-la-Sorgue (France) (Katalog)
- 2016  Jardins des Iris, Château de Vullierens (CH)
- 2016  Kunsthalle Budapest (Hungary) (Katalog)
- 2016  Incontri Internazionali Arte Natura, Arte Sella, Borgo Valsugana, (Italy)
- 2016  Poetry, Galerie Urs Reichlin (CH)
- 2015  6. Schweizerische Triennale der Skulptur, Bad Ragaz (CH) (Katalog)
- 2015  Môtiers 2015, Art en plein air, Môtiers (CH) (Katalog)
- 2015  Galleria Arté – Lugano (CH)
- 2015  Holz, Altes Tramdepot, Bern (CH)
- 2015  Forest Art, Chengdu, (China)
- 2014  Kunsthalle Wiesbaden,  Wiesbaden (Germany) (Katalog)
- 2014  Galerie Reichlin, Küssnacht am Rigi (CH)
- 2014  Galerie „DIE ALTE BRENNEREI“ (CH)
- 2014  small monuments, Hamburg (Germany)
- 2013  Kunstausstellung Trubschachen (CH) (Katalog)
- 2013  Menuhin-Festival, Gstaad (CH)
- 2012  5. Schweizerische Triennale der Skulptur in Bad Ragaz (CH) (Katalog)
- 2012  Art Container, Steffisburg (CH)
- 2012  Nord-Art, Kunst in der Carlshütte (D) (Katalog)
- 2012  L’Art 2012, Langenthal (CH)
- 2012  Incontri Internazionali Arte Natura, Arte Sella,  Borgo Valsugana, (Italy)
- 2012  Vancouver Earth Art show, VanDusen Botanical Garden, Vancouver (Canada)
- 2012  Galerie Reichlin, Küssnacht am Rigi (CH)
- 2012  Menuhin-Festival, Gstaad (CH)
- 2011  Kunsthalle Wil, (CH)
- 2011  Site Specific, Plettenberg Bay (Southafrica)
- 2011  Nord-Art, Kunst in der Carlshütte (Germany) (Katalog)
- 2011  Kulturarena Wittigkofen, Bern (CH)
- 2011  Station 8, Zuzwil (CH)
- 2011  Galerie für Gegenwartskunst Elfi Bohrer, Bonstetten (CH)
- 2011  Kunstwaldraum, Burgdorf (CH) (Katalog)
- 2011  le Manoir, Martigny, (CH)
- 2011  Freitagsgalerie Imhof, Solothurn (CH)
- 2010  Kornhaus, Burgdorf (CH)
- 2010  Thalhaus-Galerie, Wiesbaden (Germany)
- 2010  Wunderland, Schloss Rue, (CH)
- 2010  Kunstsommer Wiesbaden, Nerotal-Park, Wiesbaden (Germany)
- 2010  Museum Pachen, Rockhausen (Germany)
- 2010  Kunst am Wasser, Bern (CH) (Katalog)
- 2010  Berner Salon,  Visarte Bern im Progr, Bern (CH)
- 2010  Basler + Partner, Zollikon (CH)
- 2010  Centro Cultural, „La viejo estación principal“, Catamarca (Argentina)
- 2009  16 th INTERNATIONAL SCULPTURE TRIENNIAL, POZNAN 2009 (Poland) (Katalog)
- 2009  Organic Art Life, „Sarajevo Winter-Festival“ Sarajevo, (Bosnien-Herzegowina)
- 2009  Royal Botanical Garden, Toronto (Canada)
- 2009  „4. Schweizerische Triennale der Skulptur“, Bad Ragaz und Vaduz (CH und FL) (Katalog)
- 2009  Galerie REICHLIN, CH–6403 Küssnacht am Rigi (CH)
- 2009  URBAN NOMAD, Taipei, (Taiwan)
- 2009  Galleria 44, Genova, (Italia)
- 2009  Museum am Burghof, Lörrach (Germany)
- 2009  IFAN Museum, Dakar, (Senegal)
- 2008  Bex & Arts, Sculpturen-Triennale, Bex (CH) (Katalog)
- 2008  Art en Paysage, Assens (CH) (Katalog)
- 2008  Bundesamt für Umwelt, Bern (CH)
- 2008  Galerie für Gegenwartskunst, Elfi Bohrer, Bonstetten (CH)
- 2008  Geumgang Nature Art Biennale, (South Korea)
- 2007: Forstrevier 3, Kunstraum Dornbirn, (Austria) (Katalog)
- 2007: Môtiers 2007, Art en plein air,  Môtiers (CH) (Katalog)
- 2007: Skulpturengalerie, Zürich (CH)
- 2007: Galerie Meier,  Arth (CH)
- 2006: Galerie am Marktplatz, Büren a/Aare (CH)
- 2006: Holzkabinett Grunau, Sonderausstellung der IG Halle Kulturzentrum Alte Fabrik, CH - Rapperswil-Jona (CH)
- 2006: 3. Schweizerische Triennale der Skulptur, Bad Ragaz (CH) (Katalog)
- 2006: Skulpturengalerie, CH - Gebenstorf (CH)
- 2006: Galerie Pesko, CH - Lenzerheide (CH)
- 2006: Skulpturen Münsingen 2006, Münsingen (CH) (Katalog)
- 2006: Skulptur '06, Skulpturenausstellung des Vereins Berner Galerien,  Bern (CH)
- 2005: Open Sky - Caracas (Venezuela)
- 2005: University of Wisconsin, Stevens Point (USA)
- 2005: Schloss Kiesen, (CH)
- 2005: Bex & Arts, Skulpturen-Triennale, Bex, (CH) (Katalog)
- 2005: Galerie für Gegenwartskunst, Elfi Bohrer, Bonstetten (CH)

## Publikationen
- Urs Twellmann, journal de voyage: prix fems, 2001–2002. Fondation Edouard et Maurice Sandoz et les auteurs, 2002, ISBN 2-9700270-0-3
- Urs-Peter Twellmann, Text von Angelika Kindermann: 50 Miniaturen. Stämpfli, Bern 2004, ISBN 3-7272-1102-4.
- Urs-Peter Twellmann, hrsg. von Stefan Biffiger: Arbeiten mit Holz. Installationen, Objekte und Interventionen der Natur. Stämpfli, Bern 2005, ISBN 3-7272-1101-6.
- Urs-P. Twellmann, "Forstrevier 3", Kunstraum Dornbirn (Austria), 2007, ISBN 978-3-939738-67-1, Verlag für moderne Kunst Nürnberg

- Urs-P. Twellmann, "Have a seat please", (Installations and Interventions at Plattform China 798 Project Space) 2006, Beijing, ISBN 3-033-01146-2

- Urs-P. Twellmann, "Momentum" (Installation, Interventionen und Objekte) Kunsthaus Wiesbaden, 2014